# Dia Mundial del Medi Ambient
El Dia Mundial del Medi Ambient (DMMA) se celebra el 5 de juny a tot el món. Aquesta celebració va ser establerta per l'Assemblea General de les Nacions Unides en la seva Resolució (XXVII) del 15 de desembre de 1972, i amb la qual es va iniciar la Conferència de les Nacions Unides sobre el Medi Ambient Humà d'Estocolm (Suècia).
El Dia Mundial del Medi Ambient és un dels principals vehicles pels quals l'Organització de les Nacions Unides estimula la sensibilització mundial entorn del Medi Ambient i intensifica l'atenció i l'acció política.

## Objectius
Els objectius de la celebració del DMMA són els següents:
- Donar una cara humana als temes ambientals
- Animar les persones a convertir-se en agents actius del desenvolupament sostenible i equitatiu
- Promoure la idea que la societat és fonamental per a canviar les actituds en relació als temes ambientals
- Impulsar una societat que asseguri a totes les nacions i persones el gaudiment d'un futur més segur i més pròsper

## Països amfitrions i temes anuals del DMMA
| Any  | País          | Ciutat          | Tema |
| ---- | ------------- | --------------- | --- |
| 2020 | Colòmbia      |                 | Biodiversitat |
| 2019 | Xina          | Hangzhou        | Lluita contra la contaminació de l'aire                                                                               |
| 2018 | Índia         | Nova Delhi      | Un planeta sense contaminació per plàstics                                                                            |
| 2017 | Canadà        | Ottawa          | Connectar les persones amb la natura en castellà                                                                      |
| 2016 | Angola        | Luanda          | Lluita per la Vida Salvatge Arxivat 2016-11-06 a Wayback Machine. en castellà                                         |
| 2015 | Itàlia        | Milà            | Set mil milions de somnis. Un únic planeta. Consumeix amb moderació Arxivat 2011-05-15 a Wayback Machine. en castellà |
| 2014 | Barbados      | Bridgetown      | Alça la teva veu, no el nivell del mar Arxivat 2015-06-02 a Wayback Machine. en castellà                              |
| 2013 | Mongòlia      | Ulan Bator      | Pensa. Menja. Estalvia Arxivat 2014-04-16 a Wayback Machine. en anglès                                                |
| 2012 | Brasil        | Rio de Janeiro  | Economia verda: T'inclou a tu? Arxivat 2014-04-16 a Wayback Machine. en anglès                                        |
| 2011 | Índia         | Nova Delhi      | Els boscos: la natura al teu servei Arxivat 2014-04-16 a Wayback Machine. en anglès                                   |
| 2010 | Ruanda        | Kigali          | Moltes espècies. Un Planeta. Un Futur Arxivat 2014-04-16 a Wayback Machine. en anglès                                 |
| 2009 | Mèxic         | Ciutat de Mèxic | El teu Planeta et necessita – Units per a combatre el canvi climàtic Arxivat 2014-04-17 a Wayback Machine. en anglès  |
| 2008 | Nova Zelanda  | Wellington      | Deixa l'hàbit! Cap a una economia baixa en carboni Arxivat 2014-04-17 a Wayback Machine. en anglès                    |
| 2007 | Noruega       | Tromsø          | El desgel, un tema candent? Arxivat 2014-04-17 a Wayback Machine. en anglès                                           |
| 2006 | Algèria       | Alger           | Deserts i desertificació. No abandoneu als deserts! Arxivat 2014-04-17 a Wayback Machine. en anglès                   |
| 2005 | Estats Units  | San Francisco   | Ciutats verdes: Pla per al Planeta! Arxivat 2014-04-16 a Wayback Machine. en anglès                                   |
| 2004 | Espanya       | Barcelona       | Es busquen! mars i oceans - vius o morts? Arxivat 2015-06-02 a Wayback Machine. en anglès                             |
| 2003 | Líban         | Beirut          | L'Aigua – Dos mil milions pateixen sense ella Arxivat 2014-04-16 a Wayback Machine. en anglès                         |
| 2002 | Xina          | Shenzhen        | Donem a la Terra una oportunitat Arxivat 2014-04-16 a Wayback Machine. en anglès                                      |
| 2001 | Itàlia Cuba   | Torí L'Havana   | Connecta't a la cadena de la vida Arxivat 2015-06-02 a Wayback Machine. en anglès                                     |
| 2000 | Austràlia     | Adelaida        | El mil·lenni del Medi Ambient – És temps d'actuar-hi Arxivat 2014-04-17 a Wayback Machine. en anglès                  |
| 1999 | Japó          | Tòquio          | La nostra Terra - El nostre futur - Només salva'l!                                                                    |
| 1998 | Rússia        | Moscou          | Per la vida a la Terra - Salva els nostres mars                                                                       |
| 1997 | Corea del Sud | Seül            | Per la vida a la Terra                                                                                                |
| 1996 | Turquia       | Istanbul        | La nostra Terra, el nostre hàbitat, la nostra llar                                                                    |
| 1995 | Sud-àfrica    | Pretòria        | Nosaltres la gent: Units per un Medi Ambient global                                                                   |
| 1994 | Regne Unit    | Londres         | Una Terra, Una Família                                                                                                |
| 1993 | Xina          | Pequín          | Pobresa i Medi Ambient - Trencant el cercle viciós                                                                    |
| 1992 | Brasil        | Rio de Janeiro  | Només una Terra, preocupa't i comparteix                                                                              |
| 1991 | Suècia        | Estocolm        | Canvi climàtic: Necessitat d'una societat global                                                                      |
| 1990 | Mèxic         | Ciutat de Mèxic | Els nens i el Medi Ambient                                                                                            |
| 1989 | Bèlgica       | Brussel·les     | L'escalfament global; amenaça global                                                                                  |
| 1988 | Tailàndia     | Bangkok         | Quan la gent posa el Medi Ambient primer, el desenvolupament durarà                                                   |
| 1987 | Kenya         | Nairobi         | Medi Ambient i Aixopluc: Més que un sostre                                                                            |
| 1986 | Canadà        | Ontario         | Un arbre per a la Pau                                                                                                 |
| 1985 | Pakistan      | Islamabad       | Joventut: Població i el Medi Ambient                                                                                  |
| 1984 | Bangladesh    | Rajshahi        | Desertificació |
| 1983 | Bangladesh    | Sylhet          | Gestió i abocament de residus perillosos: Pluja àcida i energia                                                       |
| 1982 | Bangladesh    | Dhaka           | Deu anys després d'Estocolm (Renovació de les preocupacions ambientals)                                               |
| 1981 | Bangladesh    | Sylhet          | L'aigua subterrània; químics tòxics en cadenes alimentàries humanes                                                   |
| 1980 | Bangladesh    | Sylhet          | Un nou repte per a la nova dècada: Desenvolupament sense destrucció                                                   |
| 1979 | Bangladesh    | Sylhet          | Sols un futur per als nostres fills, desenvolupament sense destrucció                                                 |
| 1978 | Bangladesh    | Sylhet          | Desenvolupament sense destrucció                                                                                      |
| 1977 | Bangladesh    | Sylhet          | Preocupació ambiental de la capa d'ozó; pèrdua de terra i degradació de sòls                                          |
| 1976 | Canadà        | Ontario         | L'aigua: Recurs vital                                                                                                 |
| 1975 | Bangladesh    | Dhaka           | Assentaments humans                                                                                                   |
| 1974 | Estats Units  | Spokane         | Només una Terra |